# Paul Heinrich von Groth

Paul Heinrich von Groth, vor 1910

Paul Heinrich Groth, ab 1902 Ritter von Groth, (* 23. Juni 1843 in Magdeburg; † 2. Dezember 1927 in München) war ein deutscher Kristallograph und Mineraloge.

## Leben

### Werdegang und Tätigkeiten
Der Sohn des in Dresden und Magdeburg tätigen Porträtmalers Philipp Groth (* 1808) studierte an der Bergakademie Freiberg und schloss sich hier dem Corps Saxo-Borussia an. Anschließend wechselte er an die Polytechnische Schule in Dresden und ab 1865 an die Universität Berlin zu dem Physiker Heinrich Gustav Magnus und dem Mineralogen Gustav Rose. Als Student entdeckte er 1866 im Syenit des Plauenschen Grundes bei Dresden einen natriumhaltigen Titanit, der nach ihm „Grothit“ benannt wurde.
Im Jahr 1868 wurde er bei Magnus promoviert. Nach zwei Jahren als Assistent habilitierte er sich. 1871 erhielt er eine Stelle als beamteter Dozent an der Bergakademie in Freiberg. 1872 wurde er Professor für Mineralogie an der Universität Straßburg.
Ab 1883 war er ordentlicher Professor an der Ludwig-Maximilians-Universität München (dort war die Mineralogie wie die anderen naturwissenschaftlichen Fächer der Philosophischen Fakultät als deren „zweite Sektion“ zugeordnet) und Kurator der Mineralogische Staatssammlung München. 1891 wurde er zum Senator ernannt.
Als er 1924 emeritiert wurde, gab es in München einen Skandal, als der von ihm für seine Nachfolge vorgeschlagene jüdische Kandidat Victor Moritz Goldschmidt aus Oslo von der Mehrheit der Fakultät aus antisemitischen Gründen abgelehnt wurde und der Chemiker Richard Willstätter daraufhin aus Protest seine Demission einreichte.
Groth führte ausgiebige Forschungen über Kristalle, Mineralien und Gesteine durch. 1874 bis 1898 erschien seine Tabellarische Übersicht der einfachen Mineralien und von 1876 bis 1895 seine Physikalische Krystallographie. Groth gab einige Jahre die Zeitschrift für Krystallographie und Mineralogie heraus. 1926 erschien seine Entwicklungsgeschichte der mineralogischen Wissenschaften.

### Privates

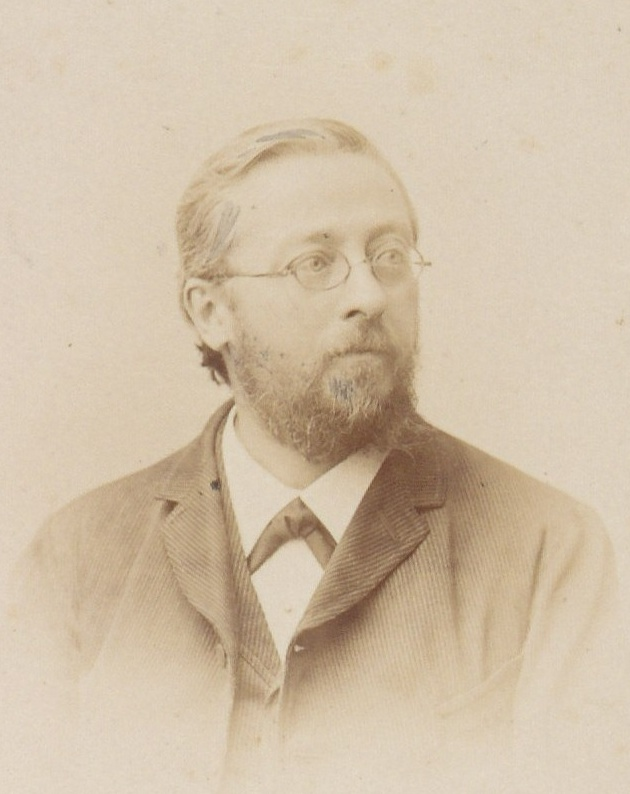
Paul Heinrich von Groth, ca. 1898

Im Jahr 1874 heiratete Groth Rosalie Maria Levy (1846–1925), Tochter des jüdischen Kaufmanns Julius Levy, die zur protestantischen Konfession übergetreten war und sich ab 1868 Grothold nannte. Aus der Ehe gingen fünf Söhne und sechs Töchter hervor, unter ihnen Helene (1870–1960), Diakonissin und vor dem Ersten Weltkrieg Leiterin eines Krankenhauses in Tokio, der Redakteur, Publizist und Zeitungswissenschaftler Otto Groth (1875–1965) sowie der Impfarzt und Medizinalrat Alfred Groth (1876–1971).
1892 erwarb Groth das Haus Kaulbachstr. 62 in München-Schwabing, das er bis zu seinem Tod bewohnte. 1904 ließ er sich von Eduard von Grützner porträtieren. Gegen Ende seines Lebens wurde er an einem Star operiert, der fast zur Erblindung geführt hätte. Nach seiner Genesung war sein letztes Werk eine Selbstbiographie. Bis zu seinem Tod in der Frühe des 2. Dezembers 1927 wurde er von seiner Tochter Helene betreut. Sein Grab befindet sich auf dem Münchener Nordfriedhof.

## Mitgliedschaften und Auszeichnungen
- 1883 korrespondierendes Mitglied der Russischen Akademie der Wissenschaften in Sankt Petersburg[4]
- 1885 Mitglied der Bayerischen Akademie der Wissenschaften[5]
- 1891 Verdienstorden vom Hl. Michael IV. Klasse
- 1898 Verdienstorden vom Hl. Michael III. Klasse
- 1901 Ritterkreuz des Verdienstordens der Bayerischen Krone (24. Dezember), verbunden mit der Erhebung in den persönlichen Adelsstand (bayerischer Personaladel) 1902
- 1905 Mitglied der National Academy of Sciences
- 1905 Ehrenmitglied (Honorary Fellow) der Royal Society of Edinburgh[6]
- 1906 Bayerischer Maximiliansorden für Wissenschaft und Kunst
- 1908 Geheimer Rat und königlicher Hofrat
- 1908 Wollaston-Medaille
- 1918 Ehrenmitglied der Deutschen Chemischen Gesellschaft
- 1923 Ehrenmitglied des Oberrheinischen Geologischen Vereins
- 1925 Ehrenmitglied der Russischen Akademie der Wissenschaften

## Schriften (Auswahl)
- Tabellarische Übersicht der Mineralien nach ihren krystallographisch-chemischen Beziehungen geordnet. Braunschweig 1874 (3. Auflage 1889).
- Über das Studium der Mineralogie auf den deutschen Hochschulen. Straßburg und London 1875.
- Physikalische Krystallographie. W. Engelmann, Leipzig 1876 (2. Auflage 1885; 4. Auflage 1905).
- Das Gneisgebiet von Markirch im Oberelsaß. Schultz, Straßburg 1877.
- Die Mineraliensammlung der Kaiser-Wilhelms-Universität Straßburg. Trübner, Straßburg und London 1878.
- Grundriß der Edelsteinkunde, ein allgemeinverständlicher Leitfaden zur Bestimmung und Unterscheidung roher und geschliffener Edelsteine. Engelmann, Leipzig 1887.
- Ueber die Molekularbeschaffenheit der Krystalle. Festrede gehalten in der öffentlichen Sitzung der k.b. Akademie der Wissenschaften zu München zur Feier des einhundert und neunundzwanzigsten Stiftungstages am 28. März 1888. Verlag der k. b. Akademie der Wissenschaften, München 1888.
- Führer durch die Mineraliensammlung des Bayerischen Staates im Gebäude der Kgl. Akademie der Wissenschaften (Wilhelminum) in München von dem Conservator der Sammlung P. Groth. Verlag der k. b. Akademie der Wissenschaften, München 1891.
- Uebersichtstabelle der 32 Abtheilungen der Krystallformen. Mit Erläuterungen, Beispielen und graphischer Darstellung nach Gadolin. Engelmann, Leipzig 1892.
- Einleitung in die chemische Krystallographie. Engelmann, Leipzig 1904.
- Topographische Übersicht der Minerallagerstätten. Krahmann, Berlin 1917.
- Elemente der physikalischen und chemischen Krystallographie. Oldenbourg, München 1921.
- Mineralogische Tabellen. Oldenbourg, München 1921.
- Entwicklungsgeschichte der mineralogischen Wissenschaften. Verlag Julius Springer, München 1926 (Reprint: Verlag Dr. Müller, Saarbrücken 2008, ISBN 978-3-8364-3874-2).